# Stazione di Zoetermeer Oost
Zoetermeer Oost, è una stazione ferroviaria secondaria della città di Zoetermeer, Paesi Bassi. È una stazione di superficie passante a due binari sulla ferrovia Gouda-L'Aia.